# Krafla

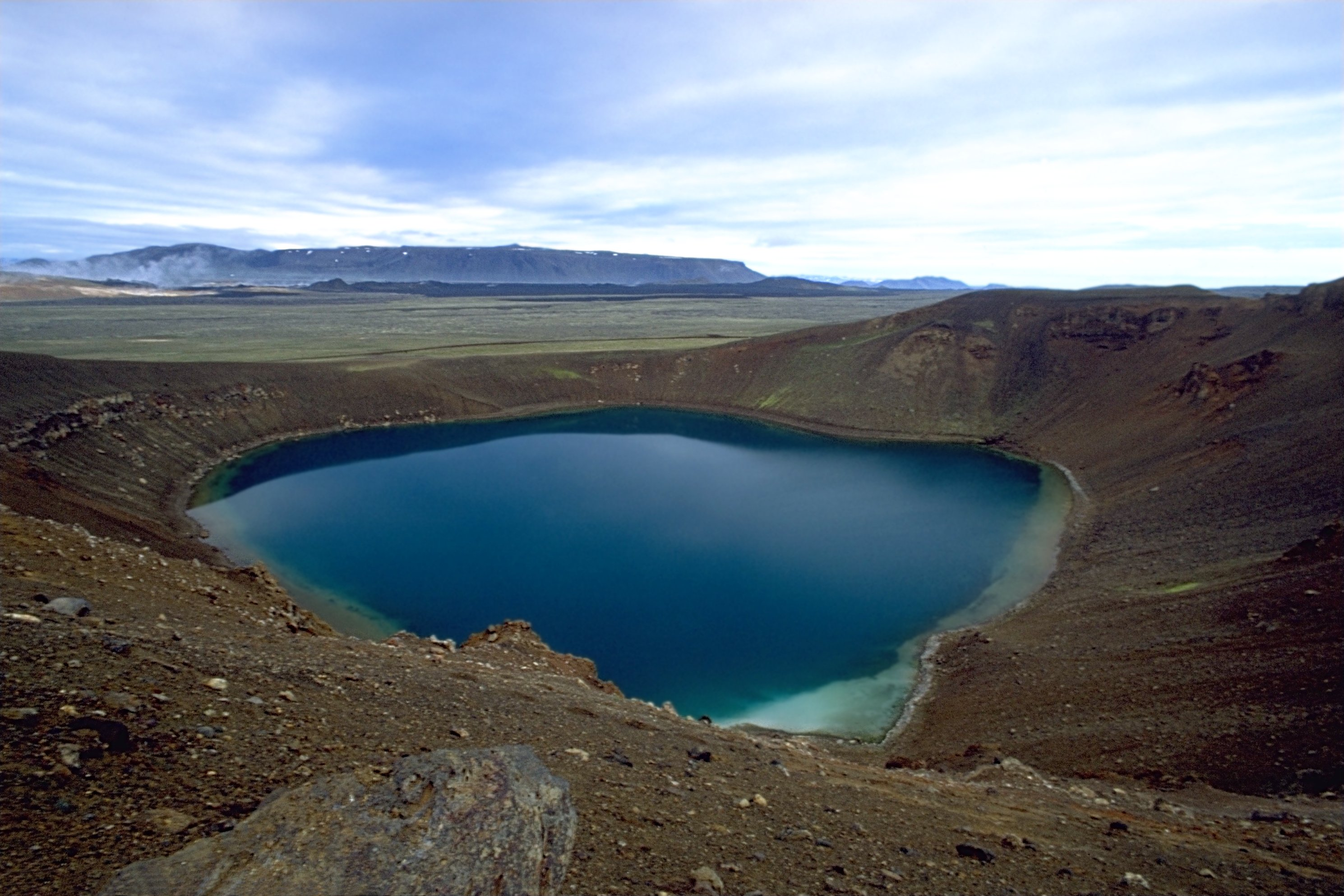
Víti

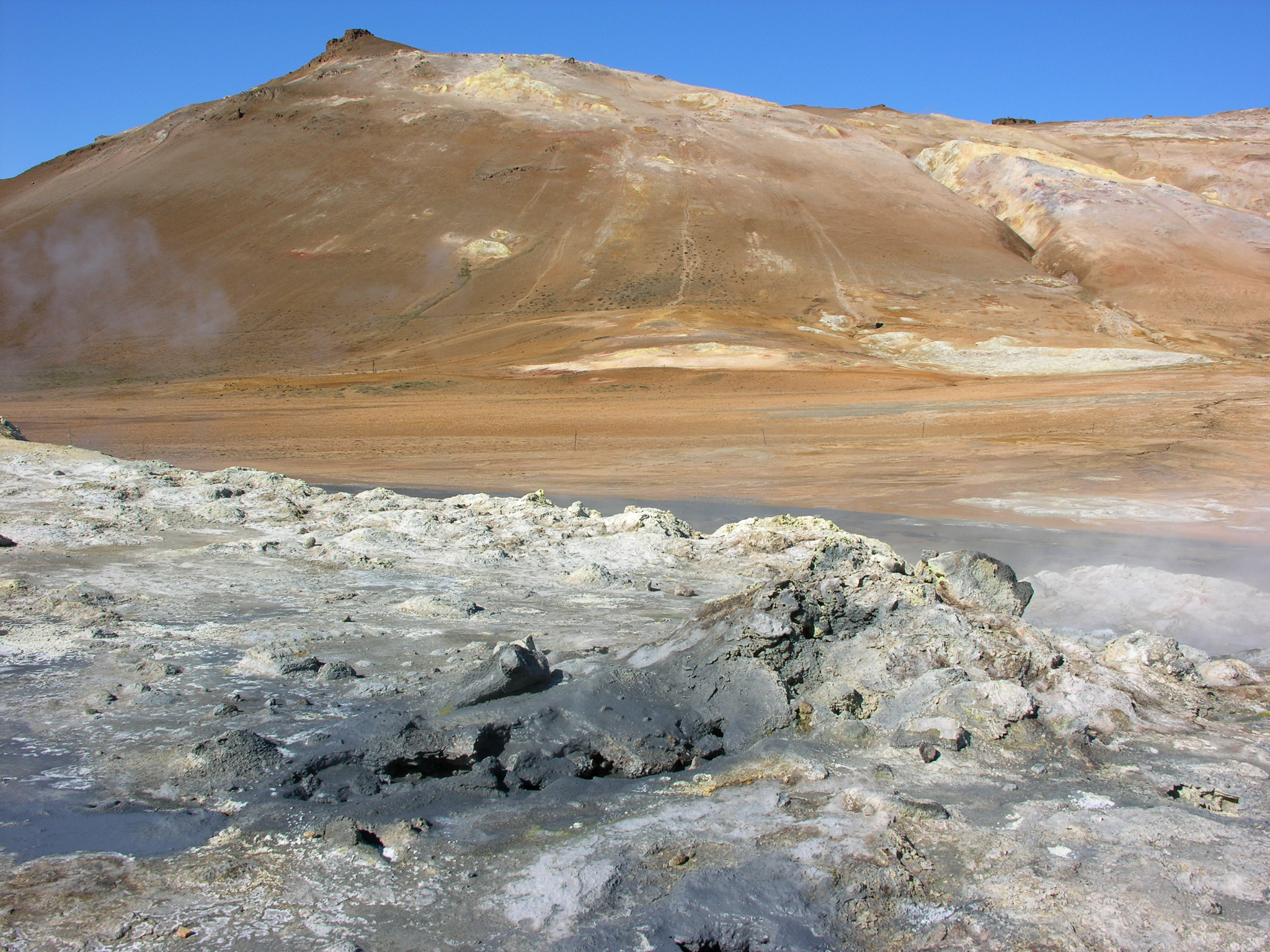
Námafjall

Krafla é um sistema vulcânico com um diâmetro de aproximadamente 20 quilômetros situado na região de Mývatn, norte da Islândia. Seu pico mais elevado alcança até 818 m. 
Uma parte de Krafla é f.ex. uma das duas crateras Víti da Islândia. A outra é parte de Askja. A palavra islandesa "víti" significa "inferno". Antigamente, as pessoas frequentemente acreditavam que o inferno era localizado sob os vulcões. Durante a Idade Média o vulcão Hekla era tido como se fosse o inferno. A erupção mais recente da cratera Víti, perto de Krafla, ocorreu em 1976. Em seu centro está um lago azul.
A área de Krafla inclui também Námafjall, uma área vulcânica ativa com fontes quentes.
Durante os anos 1724 - 29 e em 1746, existiam os chamados fogos Mývatn. Muitas fissuras se abriram e muitos rios de lava podiam ser vistos até no sul da Islândia. Um grande rio de lava destruiu partes da vila Reykjahlíð, mas a maioria dos habitantes sobreviveu ao se esconder em uma igreja que se encontrava em uma elevação do terreno.
A última erupção vulcânica em Krafla ocorreu nos anos 80s.